# حر كطير
«حرٌ كطير»  (بالإنجليزية: Free as a Bird)‏ هي أغنية تم تلحينها وتسجيلها من قبل جون لينون في عام 1977 كعينة موسيقى تجريبية. وفي عام 1995 تم تسجيل نسخة من نفس هذه الاغنية في استوديو آخر وتم دمجها مع أعمال بول مكارتني وجورج هاريسون وقارع الطبول الإنجليزي رينغو ستار؛ حتى يتم إصدارها كأغنية فردية لفرقة البيتلز بعد 25 سنة من تفكك الفرقة و15 سنة بعد موت لينون.
صدرت الأغنية الفردية كجزء من العرض الترويجي للفيلم الوثائقي «ذا بيتلز أنثولوجي» الذي يتناول تاريخ الفرقة، واستُخدمت أيضاً كجزء من الألبوم التجميعي للفرقة الذي عنوانه «أنثولوجي 1».

## بداية الفكرة
مكارتني، وهاريسون، وستار كانوا قد قرروا في بداية الأمر العمل على تسجيل موسيقى خلفية لمشروع «انثولوجي» كفريق موسيقي ثلاثي، إلا أنهم فيما بعد، وكما أوضح ستار، قد تراجعوا عن الفكرة بغية تسجيل «موسيقى من نوعٍ جديد». وفقاً لهاريسون، فإن الفريق لطالما اتفق على أنه لو لم يكن أيٌ من الأعضاء موجودًا في الفرقة، فإنهم ما كانوا ليستبدلوه بتاتًا، إلا أن «الشخص الوحيد الذي استُثني من هذا الاتفاق كان جون لينون».